# Rose-Aimée Bacoul
Rose-Aimée Bacoul (née le 9 janvier 1952 au François) est une athlète française spécialiste du 100 et du 200 mètres.

## Carrière
Elle remporte les Championnats de France d'athlétisme sur 100 m et sur 200 m en 1981, 1982 et 1983. Sélectionnée pour les Championnats d'Europe d'Athènes, Rose-Aimée Bacoul se classe troisième de la finale du 100 m en 11 s 29, derrière les Allemandes de l'Est, Marlies Göhr et Bärbel Wöckel, et obtient une nouvelle médaille de bronze dans l'épreuve du relais 4 × 100 m aux côtés de Laurence Bily, Marie-Christine Cazier et Liliane Gaschet, améliorant à l'occasion le record de France de la discipline en 42 s 69. Double championne de France en 1983 pour la troisième fois consécutive, elle établit un nouveau record national du 200 m avec 22 s 59. Lors des Championnats du monde d'Helsinki, elle est éliminée en demi-finale du 100 m, et termine par ailleurs septième du relais 4 × 100 m. 
En 1982, elle devient la deuxième française à obtenir une médaille sur 100 m aux Championnats d'Europe, avec un temps de 11 s 29, après celle de Claire Brésolles en 1946.
En 1984, Bacoul se classe septième du 200 m des Jeux olympiques de Los Angeles, et échoue au pied du podium du 4 × 100 m, l'équipe de France étant devancée de quatre centièmes de secondes par le Royaume-Uni. Améliorant son propre record de France du 200 m avec un temps de 22 s 53 qu'elle établit en demi-finale, elle met un terme à sa carrière d'athlète à l'issue de la saison 1984.

## Records
- 100 m : 11 s 16 (1983)
- 200 m : 22 s 53 (1984)

## Palmarès
| Date | Compétition            | Lieu        | Résultat    | Épreuve   | Temps   |
| ---- | ---------------------- | ----------- | ----------- | --------- | ------- |
| 1981 | Championnats de France | Mulhouse    | 1re         | 100 m     | 11 s 46 |
| 1981 | Championnats de France | Mulhouse    | 1re         | 200 m     | 23 s 40 |
| 1982 | Championnats de France | Colombes    | 1re         | 100 m     | 11 s 31 |
| 1982 | Championnats de France | Colombes    | 1re         | 200 m     | 22 s 90 |
| 1982 | Championnats d'Europe  | Athènes     | 3e          | 100 m     | 11 s 29 |
| 1982 | Championnats d'Europe  | Athènes     | 3e          | 4 × 100 m | 42 s 69 |
| 1983 | Jeux méditerranéens    | Casablanca  | 1re         | 100 m     | 11 s 19 |
| 1983 | Jeux méditerranéens    | Casablanca  | 1re         | 200 m     | 22 s 67 |
| 1983 | Jeux méditerranéens    | Casablanca  | 1re         | 4 × 100 m | 43 s 36 |
| 1983 | Championnats de France | Bordeaux    | 1re         | 100 m     | 11 s 19 |
| 1983 | Championnats de France | Bordeaux    | 1re         | 200 m     | 22 s 59 |
| 1983 | Championnats du monde  | Helsinki    | demi-finale | 100 m     | 11 s 59 |
| 1983 | Championnats du monde  | Helsinki    | 7e          | 4 × 100 m | 43 s 40 |
| 1984 | Jeux olympiques        | Los Angeles | demi-finale | 100 m     | 11 s 58 |
| 1984 | Jeux olympiques        | Los Angeles | 7e          | 200 m     | 22 s 78 |
| 1984 | Jeux olympiques        | Los Angeles | 4e          | 4 × 100 m | 43 s 15 |

## Apparition
Le 8 mars 2015, elle apparaît dans un reportage sur France ô nommée, la belle histoire des athlètes française.

## Vie extra sportive
Professeur d'Eps à la retraite.
En 2014 pour la 43e éditions des Carifta Games, elle deviendra l'un des membres de l'équipe technique régionale d'athlétisme de la Martinique, et sera responsable de l'entraînement des athlètes du sprint et du relais.